# Götz Landwehr
Götz Landwehr (* 24. November 1935 in Verden (Aller); † 12. Oktober 2017) war ein deutscher Rechtswissenschaftler.
Nach der Promotion 1962 an der Georg-August-Universität Göttingen zum Dr. iur. und der Habilitation 1965 (ebenfalls in Göttingen) lehrte er von 1965 bis 1969 als ordentlicher Professor für Deutsche und Nordische Rechtsgeschichte an der Ruprecht-Karls-Universität Heidelberg und von 1969 bis 2001 als Professor für Deutsche Rechtsgeschichte, Deutsches Privatrecht, Handelsrecht und Bürgerliches Recht an der Universität Hamburg. Er war Mitglied der Vereinigung für Verfassungsgeschichte und lebte in Quickborn.

## Schriften (Auswahl)
- Die althannoverschen Landgerichte. Hildesheim 1964, OCLC 469926233.
- Die Verpfändung der deutschen Reichsstädte im Mittelalter. Böhlau Köln 1967, OCLC 185882507.
- Die nichteheliche Lebensgemeinschaft. Vandenhoeck & Ruprecht, Göttingen 1978, ISBN 3-525-85560-5.
- Studien zu den germanischen Volksrechten. Gedächtnisschrift für Wilhelm Ebel. Vorträge gehalten auf dem Fest-Symposion anlässlich des 70. Geburtstages von Wilhelm Ebel am 16. Juni 1978 in Göttingen. Peter Lang, Frankfurt am Main, Bern 1982, ISBN 3-8204-6412-3.
- Die Haverei in den mittelalterlichen deutschen Seerechtsquellen. Vorgelegt in der Sitzung vom 28. Juni 1985. Hamburg 1985, ISBN 3-525-86216-4.
- Freiheit, Gleichheit, Selbständigkeit. Zur Aktualität der Rechtsphilosophie Kants für die Gerechtigkeit in der modernen Gesellschaft. Referate gehalten auf der Tagung der Joachim-Jungius-Gesellschaft der Wissenschaften, Hamburg, am 6. und 7. März 1998. Vandenhoeck & Ruprecht, Göttingen 1999, ISBN 3-525-86279-2.
- Das Seerecht der Hanse (1365–1614). Vom Schiffordnungsrecht zum Seehandelsrecht. Erweiterte Fassung eines Vortrages. Göttingen 2003, ISBN 3-525-86319-5.